# Gary Winick
Gary Winick (Nova Iorque, 31 de março de 1961 – Nova Iorque, 27 de fevereiro de 2011) foi um cineasta e produtor norte-americano que dirigiu filmes como Tadpole (2002), 13 Going on 30 (2004) e Cartas para Julieta (2010).